# Sekularnost
Sekularnost, svetovnost ili sekularno uređenje je uređenje zasnovano na odvojenosti verskih institucija i javnih institucija. Sekularnost je neutralnost javnih institucija po osnovu veroispovesti ili uverenja, a kojom se obezbeđuje puna ravnopravnost građana različitih veroispovesti ili uverenja u javnom prostoru, bez diskriminacije.
Sekularnost podrazumeva odsustvo službene religije, odnosno odsustvo bilo kog službenog stava po osnovu veroispovesti ili uverenja. Sve verske zajednice i drugačija uverenja o verskim pitanjima bi se trebali tretirati potpuno ravnopravno i nediskriminatorno od strane pravnog sistema i javnih institucija.
Sekularnost ne znači borbeno protivljenje religiji i verskim zajednicama ili suspendovanje religije i verskih zajednica, nego podrazumeva obezbeđivanje pune slobode veroispovesti ili uverenja svim građanima ravnopravno i bez diskriminacije, nezavisno od toga da li oni pripadaju većinskoj verskoj zajednici ili ne.
U sekularnom uređenju javnih institucija svi građani imaju pravo na slobodu veroispovesti ili uverenja. Međutim, javne institucije bi trebale da budu potpuno neutralne po verskim pitanjima i ne bi smele ni na koji način da favorizuju ili privileguju bilo koju versku zajednicu, nezavisno od toga da li je neka verska zajednica većinska ili nije.
Zabranjena je diskriminacija po osnovu veroispovesti ili uverenja. Diskriminacijom po osnovu veroispovesti ili uverenja smatra se svako postupanje koje je suprotno načelu slobode veroispovesti ili uverenja, odnosno svako nejednako postupanje, pravljenje razlike ili dovođenje u nejednak položaj lica po osnovu veroispovesti ili uverenja, kao i pripadanja ili nepripadanja nekoj verskoj zajednici.
Verske zajednice treba da deluju u skladu sa pravnim poretkom, javnim redom i moralom. Delovanje verskih zajednica ne sme biti usmereno protiv drugih verskih zajednica i veroispovesti ili uverenja, niti na štetu prava i sloboda građana drugih veroispovesti ili uverenja.
Javne institucije i verske zajednice treba da podstiču toleranciju, dijalog i poštovanje između vernika različitih verskih zajednica, kao i između vernika, agnostika i ateista.

## Sekularnost i sloboda veroispovesti ili uverenja
Sloboda veroispovesti ili uverenja je jedno od osnovnih ljudskih prava. Na osnovu potvrđenih i objavljenih međunarodnih pravnih ugovora savremene zemlje utemeljene na predstavničkoj, parlamentarnoj demokratiji u svojim ustavima garantuju slobodu misli, savesti, veroispovesti ili uverenja, kao i sekularni karakter javnih institucija. Posebnim zakonima se detaljno uređuju pitanja slobode misli, savesti, veroispovesti ili uverenja, kao i pravni položaj verskih zajednica i načelo sekularnog uređenja javnih institucija.

### Sloboda veroispovesti ili uverenja
Svako ima pravo na slobodu veroispovesti ili uverenja.
Sloboda veroispovesti ili uverenja štiti teistička, neteistička i ateistička uverenja, kao i pravo da se ne izražava nijedna veroispovest ni uverenje.
Sloboda veroispovesti ili uverenja podrazumeva slobodu izbora da se ima ili nema, zadrži ili promeni veroispovest ili uverenje, pravo da se pojedinačno ili u zajednici sa drugima, javno ili privatno manifestuje veroispovest ili uverenje bogosluženjem, poučavanjem, praksom, obredima ili na drugi način, slobodu da se učestvuje u verskoj pouci i nastavi, ili pouci odnosno nastavi koji odgovaraju nečijem uverenju, kao i pravo da se neguje i razvija verska tradicija ili tradicija u skladu sa nečijim uverenjem.
Sloboda manifestovanja veroispovesti ili uverenja podleže samo onim ograničenjima, neophodnim u demokratskom društvu koja su u interesu javne bezbednosti, zaštite javnog poretka, zdravlja ili morala ili zaštite prava i sloboda drugih.

### Sloboda misli i savesti
Sloboda misli je apsolutna i neprikosnovena.
Sloboda savesti podrazumeva i pravo pojedinca da odbije ispunjenje vojne ili druge obaveze koja uključuje upotrebu oružja (prigovor savesti).

### Komentar Komiteta za ljudska prava Ujedinjenih nacija na član 18.

#### Univerzalna deklaracija o ljudskim pravima
Član 18. koji se odnosi na slobodu misli, savesti, veroispovesti ili uverenja:
Svako ima pravo na slobodu misli, savesti i veroispovesti; to pravo uključuje slobodu promene veroispovesti ili uverenja te slobodu, pojedinačno ili u zajednici sa drugima, javno ili privatno, manifestovanja veroispovesti ili uverenja bogosluženjem, poučavanjem, praksom i obredima.

#### Međunarodni pakt o građanskim i političkim pravima
Član 18. koji se odnosi na slobodu misli, savesti, veroispovesti ili uverenja:
1. Svako ima pravo na slobodu misli, savesti i veroispovesti. To pravo uključuje slobodu pridržavanja ili usvajanja veroispovesti ili uverenja po svom ličnom izboru, kao i slobodu, pojedinačno ili u zajednici sa drugima, javno ili privatno, manifestovanja veroispovesti ili uverenja bogosluženjem, obredima, praksom i poučavanjem.
2. Niko ne sme biti podvrgnut prinudi kojom bi se ugrozila njegova sloboda pridržavanja ili usvajanja veroispovesti ili uverenja po svom ličnom izboru.
3. Sloboda manifestovanja veroispovesti ili uverenja može se podvrgnuti samo takvim ograničenjima koja su propisana zakonom i koja su nužno potrebna radi zaštite javne bezbednosti, poretka, zdravlja ili morala, ili osnovnih prava i sloboda drugih.
4. Države stranke ovoga Pakta se obavezuju da će poštovati slobodu roditelja i, gde postoji takav slučaj, zakonskih staratelja da svojoj deci obezbede versko i moralno vaspitanje u skladu sa svojim ličnim uverenjima.

#### Opšti komentar[5]br. 22 (48) na član 18. Međunarodnog pakta o građanskim i političkim pravima
1. Pravo na slobodu misli, savesti i veroispovesti (koje uključuje i slobodu pridržavanja uverenja) u stavu 1 člana 18 dalekosežno je i duboko; obuhvata slobodu mišljenja o svim pitanjima, ličnih uverenja i posvećenosti veroispovesti ili uverenjima, izraženim pojedinačno ili u zajednici sa drugima. Komitet skreće pažnju državama ugovornicama na činjenicu da se sloboda misli i sloboda savesti štite jednako sa slobodom veroispovesti i uverenja. Suštinska priroda ovih sloboda se takođe odražava u činjenici da se od ove odredbe ne može odstupiti, čak ni u vreme vanrednog stanja, kako je navedeno u članu 4 stava 2 Pakta.
2. Član 18 štiti teistička, neteistička i ateistička uverenja, kao i pravo da se ne izražava nijedna veroispovest ni uverenje. Izraze „uverenje“ i „veroispovest“ treba široko tumačiti. Član 18 se u primeni ne ograničava na tradicionalne veroispovesti niti na veroispovesti i uverenja sa institucionalnim osobinama niti praksu analognu tradicionalnim veroispovestima. Komitet je stoga zabrinut zbog svih tendencija diskriminacije prema nekoj veroispovesti ili uverenju iz bilo kog razloga, uključujući i činjenicu da su nedavno uspostavljene ili da predstavljaju verske manjine koje mogu biti predmet neprijateljstva prevladavajuće verske zajednice.
3. Član 18 razlikuje slobodu misli, savesti, veroispovesti ili uverenja od slobode manifestovanja veroispovesti ili uverenja. Njime se ne dozvoljavaju nikakva ograničenja slobode misli i savesti niti slobode veroispovesti ili uverenja ili usvajanja veroispovesti ili uverenja po sopstvenom izboru. Ove slobode se bezuslovno štite, kao pravo svakoga da se pridržava svog mišljenja bez tuđeg mešanja iz stava 1 člana 19. U skladu sa stavom 2 člana 18 i članom 17, niko se ne može primorati da otkrije svoje misli ili privrženost veroispovesti ili uverenju.
4. Sloboda manifestovanja veroispovesti ili uverenja može se ostvarivati „pojedinačno ili u zajednici sa drugima, javno ili privatno“. Sloboda manifestovanja veroispovesti ili uverenja bogosluženjem, obredima, praksom i poučavanjem obuhvata širok opseg radnji. Pojam bogosluženja proteže se na ritualne i ceremonijalne radnje kojima se neposredno izražava uverenje, kao i različite prakse koje su sastavni deo takvih radnji, uključujući izgradnju mesta za vršenje bogosluženja, upotrebu ritualnih izraza i predmeta, isticanje simbola i obeležavanje praznika i neradnih dana. Obredi i praktikovanje veroispovesti ili uverenja mogu da uključuju ne samo ceremonijalne radnje, već i takve običaje kao što su pravila o načinu ishrane, nošenje posebne odeće ili kapa, učešće u ritualima povezanim sa nekim periodima života i korišćenje posebnog jezika kojim se uobičajeno govori u dotičnoj grupi. Pored toga, praksa i poučavanje veroispovesti ili uverenja uključuju radnje koje su sastavni deo vođenja osnovnih poslova verskih grupa, kao što su, između ostalog, sloboda izbora verskih lidera, sveštenika i veroučitelja, sloboda osnivanja nižih i visokih verskih škola i sloboda izrade i distribucije verskih tekstova i izdanja.
5. Komitet primećuje da iz slobode „pridržavanja ili usvajanja“ veroispovesti ili uverenja neizbežno proističe sloboda izbora veroispovesti ili uverenja, uključujući, između ostalog, pravo zamene svoje postojeće veroispovesti ili uverenja drugom ili usvajanjem ateističkih pogleda, kao i pravo ostajanja pri svojoj veroispovesti ili uverenju. Stav 2 člana 18 zabranjuje prinudu koja bi nanela štetu pravu pridržavanja i usvajanja veroispovesti ili uverenja, uključujući upotrebu ili pretnju fizičkom silom ili krivičnim sankcijama radi primoravanja vernika ili nevernika da ostanu privrženi svojim verskim uverenjima i konfesijama, da se odreknu svoje veroispovesti ili uverenja ili da se preobrate. Politika i praksa sa istom namerom ili dejstvom, kao, na primer, one kojima se ograničava pristup obrazovanju, medicinskoj nezi, zapošljavanju ili pravima garantovanim u članu 25 i drugim odredbama Pakta su, na sličan način, protivni stavu 2 člana 18. Istu zaštitu uživaju i oni koji se pridržavaju svih uverenja koja su nereligioznog karaktera.
6. Komitet je mišljenja da stav 4 člana 18 dozvoljava u javnim školama nastavu iz predmeta kao što su opšta istorija religija i etika, ako se izvodi na neutralan i objektivan način. Sloboda roditelja ili zakonskih staratelja da obezbede da njihova deca stiču versko i moralno obrazovanje u skladu sa njihovim uverenjima, predviđena članom 18 stavom 4, povezana je sa garancijama slobode poučavanja veroispovesti ili uverenja navedenim u stavu 1 člana 18. Komitet konstatuje da je javno školstvo koje uključuje podučavanje iz posebne veroispovesti ili uverenja protivno stavu 4 člana 18, osim ako se ne predvide nediskriminatorni izuzeci ili alternative koji bi udovoljili željama roditelja i staratelja.
7. Prema članu 20, nikakva manifestovanja veroispovesti ili uverenja ne mogu iznositi propagandu za rat ili zagovaranje nacionalne, rasne ili verske mržnje koja predstavlja pozivanje na diskriminaciju, neprijateljstvo ili nasilje. Kao što je navedeno u opštem komentaru Komiteta broj 11 (19), države ugovornice su obavezne da donesu zakone kojima se takve radnje zabranjuju.
8. Stav 3 člana 18 dozvoljava ograničavanje slobode manifestovanja veroispovesti ili uverenja samo ako su ograničenja propisana zakonom i neophodna su za zaštitu javne bezbednosti, poretka, zdravlja ili morala, ili osnovnih prava i sloboda drugih. Sloboda od prinudnog pridržavanja ili usvajanja veroispovesti ili uverenja i sloboda roditelja i staratelja da obezbede versko i moralno obrazovanje ne mogu se ograničiti. U tumačenju domašaja odredaba o dozvoljenom ograničavanju, države ugovornice treba da pođu od potrebe zaštite prava garantovanih u Protokolu, uključujući pravo na jednakost i nediskriminaciju po bilo kom osnovu, navedenim u članovima 2, 3 i 26. Nametnuta ograničenja moraju se ustanoviti zakonom i ne smeju se primeniti na način koji bi ugrozio prava garantovana u članu 18. Komitet napominje da se stav 3 člana 18 treba striktno tumačiti: ograničenja nisu dozvoljena po osnovima koji nisu u njemu navedeni, čak i ako su dozvoljena kao ograničenja drugih prava zaštićenih Protokolom, kao što je nacionalna bezbednost. Ograničenja se mogu primeniti samo u one svrhe za koje su propisana i moraju biti neposredno primerena i srazmerna specifičnim potrebama kojima su uslovljena. Ograničenja se ne mogu nametnuti radi diskriminacije niti primeniti na diskriminatoran način. Komitet primećuje da pojam morala proističe iz mnogih društvenih, filozofskih i verskih tradicija; prema tome, ograničenja slobode manifestovanja veroispovesti ili uverenja radi zaštite morala moraju se zasnivati na načelima koja ne potiču isključivo iz jedne tradicije. Lica koja se već izlažu nekim legitimnim ograničenjima, kao zatvorenici, nastavljaju da uživaju prava na manifestovanje svoje veroispovesti ili uverenja, u punoj meri u skladu sa posebnom prirodom ograničenja. Izveštaji država ugovornica treba da pruže informacije o punom obimu i dejstvu ograničenja po stavu 3 člana 18, kako u pogledu zakona, tako i o njihovoj primeni u specifičnim okolnostima.
9. Činjenica da se veroispovest priznaje kao državna religija ili da je uspostavljena kao zvanična ili tradicionalna ili da njeni sledbenici čine većinu stanovništva ne sme imati za posledicu nikakvu štetu po uživanje bilo kojeg od prava iz Pakta, uključujući članove 18 i 27, niti bilo kakvu diskriminaciju prema pripadnicima drugih veroispovesti ili nevernicima. Posebno, određene mere koje diskriminišu poslednje, kao što su mere kojima se mogućnost prijavljivanja za javnu službu ograničava na pripadnike prevladavajuće veroispovesti ili se njima daju ekonomske privilegije ili se nameću posebna ograničenja praktikovanja drugih vera, nisu u skladu sa zabranom diskriminacije po osnovu veroispovesti ili uverenja niti garancijom jednake zaštite po članu 26. Mere predviđene u stavu 2 člana 20 Pakta predstavljaju važnu zaštitu protiv kršenja prava verskih manjina i drugih verskih grupa da ostvaruju prava garantovana u članovima 18 i 27 i protiv činova nasilja ili progona usmerenih prema tim grupama. Komitet želi da bude informisan o merama koje dotične države ugovornice preduzimaju radi zaštite praktikovanja svih veroispovesti ili uverenja od kršenja zakona i radi zaštite njihovih sledbenika od diskriminacije. Slično, obaveštenje o poštovanju prava verskih manjina po članu 27 neophodno je Komitetu kako bi ocenio stepen ostvarivanja slobode misli, savesti, veroispovesti i uverenja u državama ugovornicama. Dotične države ugovornice treba takođe da u svoje izveštaje uključe obaveštenja o postupcima koja se po njihovim zakonima i sudskoj praksi smatraju blasfemijom.
10. Ako se skup uverenja smatra zvaničnom ideologijom u ustavima, zakonima, proglasima vladajućih stranaka, itd., ili po važećoj praksi, to ne treba imati za posledicu nikakvu štetu po slobode iz člana 18 ni po druga prava priznata u Paktu niti bilo kakvu diskriminaciju prema licima koja ne prihvataju zvaničnu ideologiju ili joj se suprotstavljaju.
11. Mnogi pojedinci pozivaju se na pravo da odbiju služenje vojne obaveze (prigovor savesti) na osnovu toga što takvo pravo proističe iz njihovih sloboda po članu 18. Kao odgovor na te zahteve, sve veći broj država svojim zakonima izuzima od obavezne vojne službe građane koji se iskreno drže verskih ili drugih uverenja koja zabranjuju služenje vojne obaveze i zamenjuje je drugim oblicima službe državi. Pakt izričito ne upućuje na pravo na prigovor savesti, ali Komitet smatra da takvo pravo može da proistekne iz člana 18 u meri u kojoj se obaveza korišćenja smrtonosne prisile može ozbiljno sukobiti sa slobodom savesti i pravom manifestovanja nečije veroispovesti ili uverenja. Kada se ovo pravo priznaje zakonom ili praksom, ne sme biti nikakvog razlikovanja prigovarača savesti po osnovu prirode njihovih uverenja; takođe, ne sme biti diskriminacije prema prigovaračima savesti zato što nisu odslužili vojnu službu. Komitet poziva države ugovornice da izveste o uslovima pod kojima lica mogu biti izuzeta od vojne službe na osnovu njihovih prava po članu 18, te o prirodi i dužini drugog oblika službe državi.

## Sekularna demokratska republika
Reč sekularnost ili laičnost (laicité) nastala je u 19. veku kao izvedenica u francuskom jeziku od prideva laďque. Reči laičnost prethodi reč laicizam, koja se prvi put pojavljuje 1842. godine, a njome se označava princip koji teži dati javnim institucijama neutralan karakter po osnovu verskih pitanja, kako ističe Guy Bedouelle. Reč laičnost ili sekularnost spominje se prvi put 1871. godine kao neologizam, a ušla je u upotrebu sa raspravom o javnom obrazovanju. Svoju punu afirmaciju sekularnost je doživela u Francuskoj zakonima o javnom obrazovanju Gobleta i Ferryja između 1880. godine i 1886. godine, a naročito Zakonom o odvajanju crkve i države od 9. decembra 1905. godine, koji je još na snazi, a osnažen je, na primer, Zakonom o zabrani isticanja verskih simbola u javnim školama iz 2004. godine.
Načelo sekularnosti afirmiše ideju demokratske republike, zasnovane na ideji suverenih građanki i građana koji uživaju potpunu jednakost, sa jedne strane, te afirmiše ideju da je svakom partikularizmu mesto u privatnoj sferi, ne poričući činjenicu da se između pojedinca, građanina i demokratske republike nalaze mnoge formalne i neformalne zajednice. Sekularnost je dakle garancija javne sfere, univerzalnog prostora rezervisanog za ono zajedničko svima, te je time preduslov uspostavljanja jedinstvene političke zajednice. „Verska neutralnost države samo je naličje lica koje je njena težnja za univerzalnim i vrednostima zajedničkim svima“, kaže H. Pena-Ruiz. U skladu sa tim, sekularni prostor niti je plurikonfesionalan niti monokonfesionalan, on je nekonfesionalan. A može se kršiti otvorenim ili prikrivenim privilegovanjem ili favorizovanjem jedne ili više verskih zajednica.
Sekularna demokratska republika uzima u obzir da građanke i građani, uslovno rečeno, mogu imati najmanje tri intimne pozicije po osnovu veroispovesti ili uverenja. Prvo, da su teisti i da po uverenju pripadaju određenoj verskoj zajednici ili da svoj teizam ne dele u institucionalizovanim i organizovanim verskim zajednicama. Drugo, da su ateisti ili, treće, da su agnostici. Sekularna demokratska republika ne može sebi dopustiti da utiče ni na opredeljenost niti na neopredeljenost po verskim pitanjima. Ona mora ostati neutralna od nametanja bilo kog stava po osnovu veroispovesti ili uverenja, obezbeđujući time jedinstvo i jednaku uključenost svih građanki i građana u javnoj sferi. Načelom sekularnosti demokratska republika pokušava smanjiti sukob između različitih, često veoma sukobljenih pozicija po osnovu veroispovesti ili uverenja, smanjiti uspostavljanja dominacije koju pojedina grupa želi provesti nad pojedincima i time se legitimisati kao jedini predstavnik njihovog mišljenja ili privilegovati pojedine grupe u odnosu na druge.
Suprotnost sekularnosti je klerikalizam kao naličje političke upotrebe religije u rukama pojedine povlašćene grupe. Klerikalizam se sastoji od negiranja načela jednakosti i unutar samih verskih zajednica proizvodi odnose dominacije i podređenosti, a time i nedemokratske hijerarhije. Može se reći da je svaki klerikalizam nespojiv sa načelima demokratije i republike. Isto tako, protivnik načela sekularnosti nije samo religijski partikularizam koji pretenduje da utiče na javnu sferu i time postavlja partikularna komunitarna prava, ako ne iznad, a onda barem u istoj ravni sa univerzalnim pravima, nego je protivnik načela sekularnosti i svaki drugi partikularizam koji iz bilo kog razloga želi zauzeti javnu sferu ili teži njenoj podeli. Sekularna demokratska republika ne priznaje drugi pravni subjekat osim autonomnog pojedinca, koji je jedini sposoban birati uzore po osnovu veroispovesti ili uverenja. Time ona omogućava svakoj građanki i svakom građaninu da slobodno odlučuju o svojim interesima bez posrednika.
Sekularnost ne znači da se društvo mora ubrzano sekularizovati kako bi bila uspostavljena jednakost među ljudskim bićima. Iako je vrlo teško očekivati da bi se ideja jedne univerzalne javne sfere, očišćene od partikularizama, mogla ostvariti bez jasnijeg zalaganja protiv partikularnih komunitarnih interesa pojedinih verskih zajednica. Sekularizacija je možda samo privremeno ostavila više prostora razmišljanju o tome da društvo nije jednoobrazno u svojoj opredeljenosti po osnovu veroispovesti ili uverenja i da treba poštovati činjenicu slobodnog prelaza iz teizma u ateizam ili agnosticizam i obrnuto. Sa druge strane, proces sekularizacije može govoriti i o tome da je religija koja je napustila javnu sferu sada postala okrenuta više suštinskom verskom učenju, te da je manje zauzeta za političko, ideološko i fundamentalističko upravljanje pojedincima i zajednicama.
Za sekularnost religija nije problem niti ona ima za cilj borbeno protivljenje ili suspendovanje religije. Zapravo, upravo zato što smatra da je i veroispovest ili uverenje važan deo života pojedinaca sekularna demokratska država nema pravo da se meša u ta pitanja. Pozicija neuplitanja demokratske republike u privatnu sferu pojedinaca veoma je važna i teološki prihvatljiva. Afirmišući sferu političkog odlučivanja kao nezavisnog od uticaja pojedinog verskog učenja načelo sekularnosti ujedno afirmiše i sferu odlučivanja pojedinke ili pojedinca na privatnom nivou kada želi i kako želi da se opredeli po osnovu veroispovesti ili uverenja. Time se potvrđuje sloboda savesti, koja je mnogo šira od pojma slobode veroispovesti ili uverenja i time joj prethodi. Upravo zato što je demokratska republika proizvod svih njenih građanki i građana, koji su ujedno i nosioci suverenosti, sama demokratska republika mora zaštititi slobodu i jednakost. Sekularna demokratska republika nije ateistička republika, niti ona afirmiše ili pretpostavlja ateizam drugim opredeljenjima po osnovu veroispovesti ili uverenja. Jednako tako, sekularna demokratska republika ne može biti ni pravoslavna, ni katolička, ni protestantska, ni islamska, ni hinduistička, ni bilo čija druga, ako po definiciji pripada svim građankama i građanima.

## Sekularizam i sekularizacija
Ovi srodni pojmovi ukazuju na odvojenost verskih institucija i javnih institucija, odnosno umanjivanje ili isključivanje uticaja verskih institucija na javni, društveni i politički život. Između pojma sekularizma i sekularizacije najčešće se ne pravi razlika. Iako je suština zajednička, bilo bi dobro uočiti da sekularizam, kako i sam sufiks „izam“ pokazuje, obično predstavlja političku vrednost, dok sekularizacija predstavlja društveno-istorijski proces. Pridev sekularno potiče od latinske reči „saeculum“, što znači ovaj vek, ljudski vek, sadašnje vreme. U srednjem veku glavni predmet promišljanja bio je „onaj“, budući svet na koji se dolazi približavanjem božanstvu. Otuda se ovim pojmovima pod kojima danas podrazumevamo svetovnost, odvojenost verskih institucija i javnih institucija, umanjivanje uticaja verskih institucija na javnu društvenu sferu, želelo potencirati bavljenje ovim, sadašnjim svetom, nasuprot nekadašnjeg dominantnog bavljenja ‚‚nebeskim“.
Pojam sekularizacija prvi put se sreće u vreme antifeudalne Francuske revolucije, kada se njime označavao proces oduzimanja svojine verskim institucijama i njeno pretvaranje u javnu svojinu. Tada je takođe započeto prebacivanje mnogih nadležnosti verskih institucija i verskih službi u nadležnost svetovnih vlasti, iza čega je stajala želja pobedničkog antifeudalnog, buržoaskog sloja da umanji uticaj verskih institucija koje su bile ključni oslonac starog feudalnog poretka. Deo ovih procesa bilo je i odvajanje verskih institucija od javnih obrazovnih ustanova. Tadašnje verske institucije su bile posebno osetljive na ovu dimenziju sekularizacije, te su pružale, a i dan-danas pružaju veliki otpor. Ogist Kont, Karl Marks, Emil Dirkem i Maks Veber dele stav da su religije u suštini vrsta iluzije, te da će se u društvu procesom modernizacije, progresa i naučno-tehnološkog razvoja vremenom značaj i uticaj religije sve više smanjivati, i da je proces sekularizacije bitan faktor koji omogućava napredak i evoluciju društva.
Za sekularizaciju se nikako ne može reći da je univerzalan proces podjednako zastupljen u svim delovima sveta. Pre svega je vezan za tzv. zapadni kulturni model zasnovan na tekovinama prosvetiteljstva, renesanse i humanizma. To ne znači da sekularnost društva ne možemo pronaći i izvan ovih okvira, kao u Japanu ili u Turskoj, dok u zemljama kao što su Saudijska Arabija i Iran verske institucije ostaju važan i poželjan faktor kako u samom državnom mehanizmu, tako i u društvu. Isto tako, može se uočiti visok stepen religioznosti stanovništva, kao i pojačana uloga raznolikih denominacija verskih institucija u određenim segmentima društva, u državama koje su izrazito sekularnog karaktera, gde su SAD najilustrativniji primer.

## Povezano
- Ljudska prava
- Tolerancija
- Diskriminacija
- Sekularizam
- Demokratija
- Pravo
- Politika
- Sociologija
- Filozofija

## Spoljašnje veze
- Conference: Secularity and Religious Vitality
- „"Notes Towards a (Re)Definition of the 'Secular'"”.,University of British Columbia Law
- Research Project: Multiple Secularities
- Religion's Free Foundation
- Religion and Foreign Policy Initiative, Council on Foreign Relations.
- The Complexity of Religion and the Definition of “Religion” in International Law Harvard Human Rights Journal article from the President and Fellows of Harvard College(2003)
- Human Rights Brief No. 3, Freedom Of Religion and Belief Australian Human Rights and Equal Opportunity Commission (HREOC)
- Forum 18 News Service - Reports, country surveys and commentaries from Forum 18, a Norwegian international religious freedom news service
- U.S. State Department country reports
- 2008 Annual Report of the United States Commission on International Religious Freedom
- International Coalition for Religious Freedom
- International Center for Law and Religion Studies
- International Association for Religious Freedom
- Institute for Global Engagement